# Trans-sur-Erdre
 Trans-sur-Erdre  es una población y comuna francesa, situada en la región de Países del Loira, departamento de Loira Atlántico, en el distrito de Ancenis y cantón de Riaillé.

## Demografía
| 760 | 710 | 706 | 652 | 666 | 682 |
| Para los censos de 1962 a 1999 la población legal corresponde a la población sin duplicidades (Fuente: INSEE [Consultar]) |     |     |     |     |     |